# 문도라
문도라(Dora Kim Moon, 1877년~1971년)는 해외에 위치한 한국인 공동체 조직자이다.
2017년 3월, 하와이 매거진(Hawai'i Magazine)은 그녀를 하와이 역사상 가장 영향력 있는 여성 중 하나로 선정했다. 그녀는 한국에서 하와이로 이주한 후 기도회를 조직했고, 이것이 후에 제일한인연합감리교회가 되었다. 또한 하와이에서 한국여성클럽인 한국선교협회를 창립하고 한국여성구호회 설립을 도왔다. 하와이 인문학 협의회에 따르면, 그녀는 "하와이 영토에서 현대 한국 여성 운동의 중추적 조직자"였다고 한다.